# Heizmannia achaetae
Heizmannia achaetae är en tvåvingeart som först beskrevs av George Frederick Leicester 1908.  Heizmannia achaetae ingår i släktet Heizmannia och familjen stickmyggor. Inga underarter finns listade i Catalogue of Life.